# Zadubîna, Peremîșleanî
Zadubîna (în ucraineană Задубина) este un sat în comuna Svirj din raionul Peremîșleanî, regiunea Liov, Ucraina.

## Demografie
Componența lingvistică a localității Zadubîna
     Ucraineană (100%)
Conform recensământului din 2001, toată populația localității Zadubîna era vorbitoare de ucraineană (100%).